# Eutettix alvadus
Eutettix alvadus är en insektsart som beskrevs av Delong och Harlan 1968. Eutettix alvadus ingår i släktet Eutettix och familjen dvärgstritar. Inga underarter finns listade i Catalogue of Life.